# لئونارد پطروسیان
لئونارد گئورگی پطروسیان (ارمنی: Լեոնարդ Գեորգիի Պետրոսյան؛ ۱۳ اکتبر ۱۹۵۳ – ۲۷ اکتبر ۱۹۹۹) برای تقریباً شش ماه از ۲۰ مارس ۱۹۹۷ تا ۸ دسامبر ۱۹۹۷ دومین رئیس‌جمهور جمهوری قره‌باغ کوهستانی بود. وی همچنین از دسامبر ۱۹۹۴ تا ژوئن ۱۹۹۸ به عنوان نخست‌وزیر جمهوری قره‌باغ کوهستانی خدمت نمود.

## ابتدای زندگی
لئونارد پطروسیان در استان مارتونی، قره‌باغ کوهستانی به دنیا آمد جایی که بین سال‌های ۱۹۶۱ تا ۱۹۷۱ در مدرسه متوسطه محلی حضور یافت.

## زندگی شخصی
وی متأهل و دارای چهار فرزند به نام‌های امیل، سدا، لیانا و نوِر بود.

## درگذشت
وی زمانی که به عنوان معاون نخست‌وزیر ارمنستان خدمت می‌نمود در تیراندازی مجلس ارمنستان کشته شد.

## جوایز
- نشان صلیب رزمی (ارمنستان) (درجه یک)